# Obrzędy końcowe
Obrzędy końcowe (łac. Ritus conclusionis) – w Kościele rzymskokatolickim ostatnia część mszy, następująca po Liturgii eucharystycznej. 
Obejmują błogosławieństwo końcowe i rozesłanie.
Na zgromadzeniach liturgicznych wierni są witani, pozdrawiani jak i żegnani. Pożegnanie dokonywało się przez błogosławieństwo. Najstarsza jego forma znajduje się w "Konstytucjach apostolskich" (IV w.). Obejmowała: 
- wezwanie diakona, aby wierni pochylili głowy;
- modlitwę odmawianą przez celebransa.

Z biegiem czasu obrzędy zakończenia rozbudowywano i upodabniały się do obrzędów wstępnych – wprowadzono inne modlitwy, śpiewy, formuły błogosławieństwa. W liturgii bizantyjskiej, np. tym, którzy nie przyjmowali Komunii rozdawano niekonsekrowane, ale pobłogosławione chleby zwane autidoron.

## Historia obrzędu
W rzymskim świecie starożytnym kończono zgromadzenie formułą "Missa" (w Bizancjum po grecku "Minsa"). Zostało to przejęte przez chrześcijan i nadano mu znaczenie religijne. Zwyczaj kończenia Eucharystii zwrotem (poświadczony jest od IV wieku):"Ite, Missa est" (Idźcie msza skończona) 
Poprzedzało go wyrażenie: 
"Dominus vobiscum" (Pan z wami)
Odpowiedź zgromadzonych: 
"Et cum spiritu tuo" (I z duchem twoim) 
"Ite, Missa est" (Idźcie, msza jest - co znaczy rozesłanie) albo "Benedicamus Domino" (Błogosławmy Panu) 
Odpowiedź zgromadzonych: 
"Deo gratias" (Bogu dzięki)
Inne ze znanych ówczesnych zakończeń to: "Idźcie w pokoju" (w Antiochii) czy "Idźcie w pokoju Chrystusa" (w zachodniej Syrii) – wierni na te słowa odpowiadali: "W imię Pana". 
W VIII wieku pojawiło się także w liturgii galijskiej zakończenie Mszy słowami "Benedicamus Domino"(Błogosławimy Pana). Popularność tego zwrotu spowodowała, że w XI wieku stał się on powszechnie używany w Mszach poza świątecznymi, które nadal kończono słowami "Ite, Missa est". Natomiast już od XII wieku zakończenie Mszy za zmarłych brzmiało "Requiescant in pace" (Niech odpoczywają w pokoju). 

### Błogosławieństwo
Gestu błogosławieństwa wiernych znakiem krzyża, początkowo nie stosowano. Liturgia rzymska kończyła się zawołaniem "Ite, Missa est", po którym celebrans udawał się do zakrystii (pierwotnie znajdowała się zwykle przy wejściu do kościoła), a przechodząc obok wiernych (ci prosili go o błogosławieństwo słowami: "Iube, Domne, benedicere"), odpowiadał: "Benedicat vos Dominus". Długo był to przywilej biskupa (np. w liturgii galijskiej, już w VI wieku kapłan po "Pater Noster" (Ojcze nasz) udzielał błogosławieństwa tym, którzy nie przystępowali do Komunii). Błogosławieństwo przez kapłana upowszechniło się dopiero w XI wieku. Biskup błogosławił czyniąc znak krzyża ręką, kapłan natomiast posługiwał się przedmiotami liturgicznymi, np.: kielichem, pateną, krzyżem, relikwiami, korporałem, itp. 
Od XII wieku błogosławieństwa zaczęto udzielać już nie w drodze powrotnej, ale od ołtarza, używając różnych formuł. Ta, która stosowana jest dzisiaj (pochodzi z XIII wieku (Synod w Albi, Ordo Romanus XIV): 
"Niech was błogosławi Bóg Wszechmogący, Ojciec i Syn, i Duch Święty".
W XIII wieku zrównano błogosławieństwo kapłańskie z biskupim, formę tego ostatniego poszerzono o wersety poprzedzające: 
"Niech Imię Pańskie będzie pochwalone" - Teraz i na wieki
"Wspomożenie nasze w Imieniu Pana" - Który stworzył niebo i ziemię
Poza tym biskup błogosławił czyniąc potrójny, (niekiedy nawet poczwórny, na cztery strony świata) znak krzyża, a słowa błogosławieństwa były przez niego śpiewane. 
Inne formy zakończenia Mszy zawierały np. odczytywanie Prologu Ewangelii Jana, pokropienie wodą święconą czy wystawienie Najświętszego Sakramentu i błogosławienie Nim. 
Obecnie możliwe jest do wyboru: 
- błogosławieństwo w prostej formie: "Niech was błogosławi…"
- błogosławieństwo z poprzedzającą je modlitwą nad ludem
- błogosławieństwo uroczyste z trzema wezwaniami i potrójnym „Amen”, poprzedzone wezwaniem diakona: "Pochylcie głowy na błogosławieństwo" wypowiadane z wyciągniętymi rękami.

### Rozesłanie
"Idźcie w pokoju Chrystusa" - Bogu niech będą dzięki
pocałunek ołtarza oraz wyjście celebransa z asystą do zakrystii. 
Obrzędy końcowe opuszcza się, kiedy po Mszy ma mieć miejsce inna czynność liturgiczna.

## Części Obrzędów końcowych
- Błogosławieństwo
- Rozesłanie